# Triângulo de Ilemi

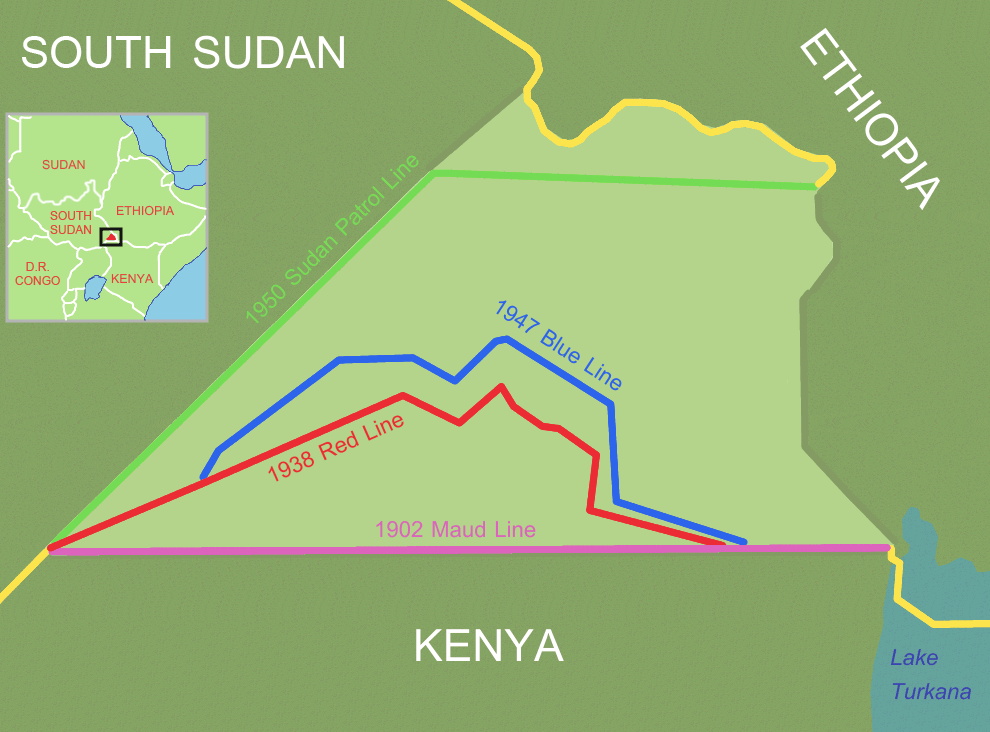
Mapa do Triângulo de Ilemi

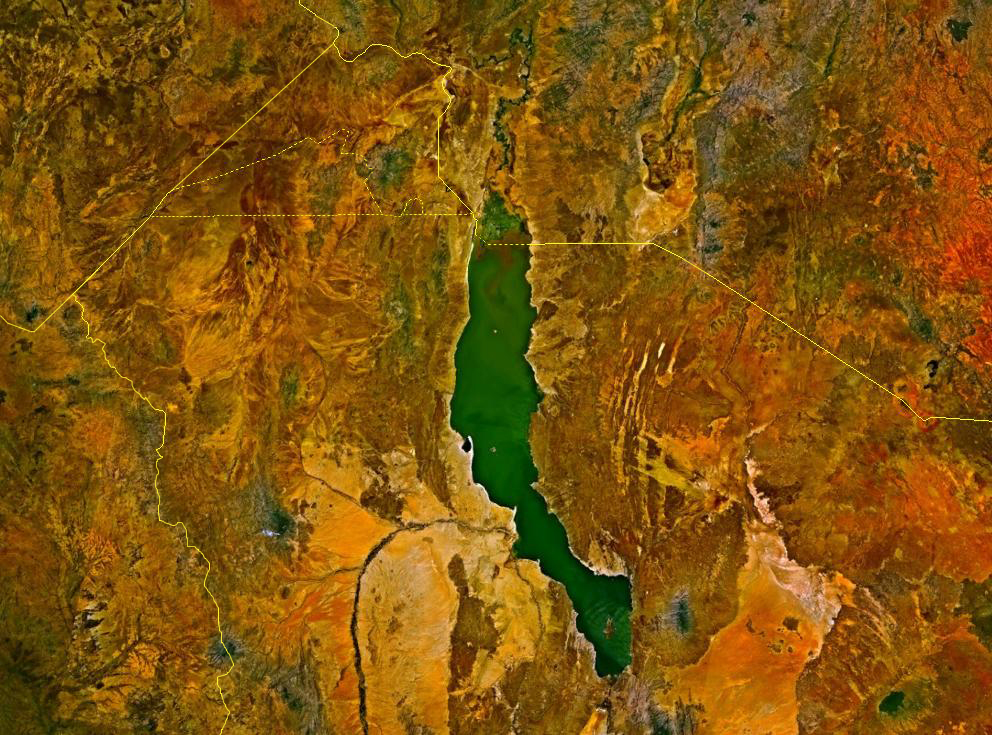
O Triângulo de Ilemi fica a noroeste do lago Turkana.

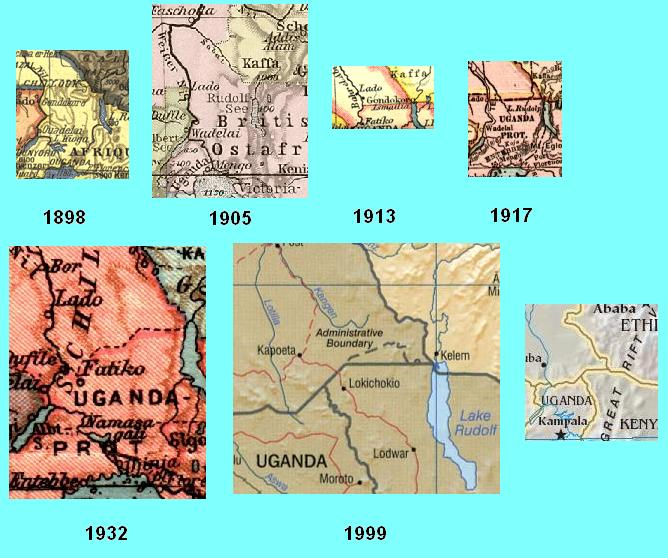
Mapas do Triângulo de Ilemi, variando ao longo dos anos

O Triângulo de Ilemi é um território em disputa situado na África Oriental, entre as fronteiras da Etiópia, do Sudão do Sul e do Quénia, tendo este último o controlo da zona. O triângulo ocupa uma extensão entre 10 320 e 14 000 km2.
Apesar do longo uso por parte de tribos da Etiópia, o governo etíope nunca fez uma reclamação oficial sobre o território, e de facto concordou que o território era sudanês pelos tratados de 1902, 1907, e 1972.

O conflito já provém da era colonial, devido à confusão de tratados territoriais. A população é composta por etnias como os turkana, didinga, toposa, dassanetch e nyangatom. A marginalidade económica da zona, unida à instabilidade permanente dos governos da região atrasou a resolução do conflito.